# Oricon Singles Chart
Oricon Singles Chart – standardowa w japońskim przemyśle muzycznym lista popularnych singli publikowana przez Oricon codziennie, co tydzień, co miesiąc i co rok. Rankingi opierają się na sprzedaży fizycznych singli, a od 2017 roku Oricon śledzi również sprzedaż pobrań. W listopadzie 2017 Oricon opublikował swoją pierwszą cyfrową listę utworów (Oricon Weekly Digital Single), niezależną od głównej fizycznej listy singli. 24 grudnia 2018 roku Oricon uruchomił listę streamingową (Oricon Weekly Streaming Chart) i opublikował złożoną listę singli (Oricon Combined Singles Chart), która uwzględnia fizyczną sprzedaż singli, pobrania i streaming. Pierwsza lista singli Oricon została opracowana pod koniec 1967 roku.

## Najlepiej sprzedający się fizyczny singel wszech czasów
| Miejsce | Rok  | Tytuł | Artysta                                                         | Sprzedaż  | Przy. |
| ------- | ---- | --- | --------------------------------------------------------------- | --------- | ----- |
| 1       | 1975 | „Oyoge! Taiyaki-kun” (およげ!たいやきくん                                                                  | Masato Shimon                                                   | 4 577 000 | [ 4 ] |
| 2       | 1972 | „Onna no Michi” (女のみち)                                                                                 | Shiro Miya & Pinkara Trio                                       | 3 256 000 | [ 4 ] |
| 3       | 2003 | „Sekai ni Hitotsu Dake no Hana” (世界に一つだけの花)                                                       | SMAP                                                            | 2 936 000 | [ 4 ] |
| 4       | 2000 | „Tsunami”                                                                                                  | Southern All Stars                                              | 2 918 000 | [ 4 ] |
| 5       | 1999 | „Dango 3 Kyodai” (だんご3兄弟)                                                                             | Kentarō Hayami, Ayumi Shigemori, Himawari Kids, Dango Gasshōdan | 2 895 000 | [ 4 ] |
| 6       | 1992 | „Kimi ga Iru Dake de” (君がいるだけで)                                                                     | Kome Kome Club                                                  | 2 822 000 | [ 4 ] |
| 7       | 1991 | „Say Yes”                                                                                                  | Chage and Aska                                                  | 2 766 000 | [ 4 ] |
| 8       | 1994 | „Tomorrow Never Knows”                                                                                     | Mr. Children                                                    | 2 587 000 | [ 4 ] |
| 9       | 1991 | „Oh! Yeah! / Love Story wa Totsuzen ni” (Oh! Yeah!/ラブ・ストーリーは突然に)                               | Kazumasa Oda                                                    | 2 573 000 | [ 4 ] |
| 10      | 1995 | „Love Love Love / Arashi ga Kuru” (LOVE LOVE LOVE/嵐が来る)                                                | Dreams Come True                                                | 2 488 000 | [ 4 ] |
| 11      | 1993 | „Yah Yah Yah / Yume no Bannin” (YAH YAH YAH/夢の番人)                                                      | Chage and Aska                                                  | 2 418 000 | [ 4 ] |
| 12      | 1996 | „Namonaki Uta” (名もなき詩)                                                                                | Mr. Children                                                    | 2 308 000 | [ 4 ] |
| 13      | 2000 | „Sakura Zaka” (桜坂)                                                                                       | Masaharu Fukuyama                                               | 2 299 000 | [ 4 ] |
| 14      | 1997 | „Can You Celebrate?”                                                                                       | Namie Amuro                                                     | 2 296 000 | [ 4 ] |
| 15      | 1996 | „Departures”                                                                                               | globe                                                           | 2 288 000 | [ 4 ] |
| 16      | 1969 | „Kuroneko no Tango” (黒ネコのタンゴ)                                                                       | Osamu Minagawa                                                  | 2 236 000 | [ 4 ] |
| 17      | 1995 | „Wow War Tonight ~Toki ni wa Okose yo Movement~” (WOW WAR TONIGHT 〜時には起こせよムーヴメント～)          | H Jungle with t                                                 | 2 103 000 | [ 4 ] |
| 18      | 1968 | „Koi no Kisetsu” (恋の季節)                                                                                | Pinky & Killers                                                 | 2 077 000 | [ 4 ] |
| 19      | 1998 | „Automatic / Time Will Tell”                                                                               | Hikaru Utada                                                    | 2 062 000 | [ 4 ] |
| 20      | 1993 | „True Love”                                                                                                | Fumiya Fujii                                                    | 2 023 000 | [ 4 ] |
| 21      | 1993 | „Ai no mama ni wagamama ni boku wa kimi dake o kizutsukenai” (愛のままにわがままに 僕は君だけを傷つけない) | B’z                                                             | 2 021 000 | [ 4 ] |
| 22      | 1994 | „Itoshisa to Setsunasa to Kokoro Zuyosa to” (恋しさと せつなさと 心強さと)                                 | Ryōko Shinohara with t.komuro                                   | 2 020 000 | [ 4 ] |
| 23      | 1990 | „Ai wa Katsu” (愛は勝つ)                                                                                   | Kan                                                             | 2 013 000 | [ 4 ] |
| 24      | 1993 | „Road” (ロード)                                                                                            | The Tra-Bryu                                                    | 1 997 000 | [ 4 ] |
| 25      | 1973 | „Namida no Misao” (なみだの操)                                                                             | Tonosama Kings                                                  | 1 973 000 | [ 4 ] |